# Richard Paling

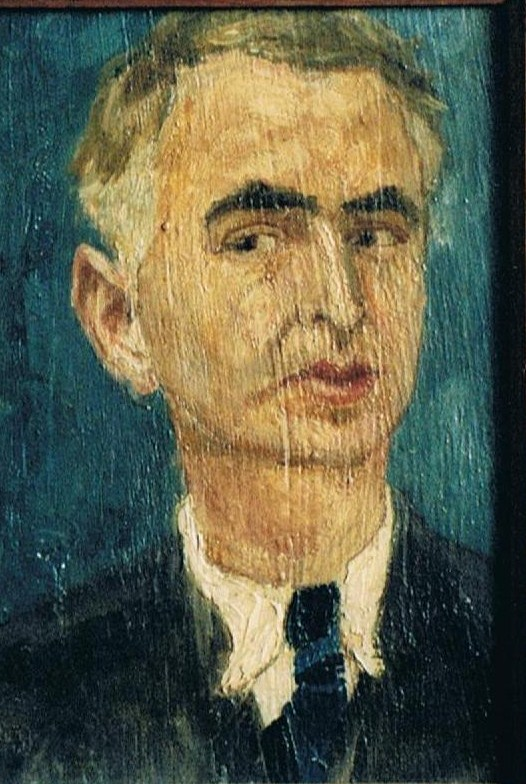
Selbstporträt, 1945

Richard Paling (* 23. Juli 1901 in Barmen; † 30. Januar 1955 in Wuppertal) war ein deutscher Maler und Grafiker, der unter dem Nationalsozialismus als „entarteter Künstler“ galt.

## Leben
Richard Paling wurde als erstes von drei Kindern der Eheleute Andreas Johannes Paling und seiner Frau Maria geb. Hellmann in Barmen (seit 1929 ein Stadtteil von Wuppertal) geboren. Paling entstammte einer Klavierbauerfamilie aus Holland, von deren Pianofabrik in Rotterdam sein Großvater zur Klavierfabrik Ibach in Barmen entsandt worden war. Hervorzuheben aus dieser Familie sind der Maler Johannes Jacobus Paling (1844–1892) sowie William Henry Paling (1825–1895), der als holländischer Einwanderer in Sydney als Musiker, Unternehmer und Philanthrop zu einem der angesehensten australischen Bürger des 19. Jahrhunderts wurde.
Richard Paling besuchte die Schule in Barmen, zuletzt das Gymnasium Bleiche. Er interessierte sich für Chemie, erlitt bei einem Chemieexperiment einen Unfall und erblindete auf einem Auge. Richard Paling meldete sich ohne Wissen seiner Eltern an der Kunstgewerbeschule Barmen an und studierte dort von 1918 bis 1919 bei Gustav Wiethüchter und Ludwig Fahrenkrog. Von 1920 bis 1923 besuchte er die Kunstakademie Düsseldorf und studierte u. a. bei Heinrich Nauen. 1923 besuchte Richard Paling das Bauhaus in Weimar. Es ist nicht bekannt, ob er dort als Student eingeschrieben war.
Paling heiratete 1922 Else Vollenbroich, die eine Gesangsausbildung absolviert hatte. Sie hatten sich an der Kunstgewerbeschule Barmen kennen gelernt. 1924 wurde die Tochter Ursula, 1928 die Tochter Veronika geboren. Die Ehe wurde 1934 geschieden. 1940 erfolgte die Eheschließung mit Edith Thurmann. Aus dieser Ehe gingen die Tochter Gabriele (* 1942) und die Söhne Michael (* 1946) und Andreas (* 1950) hervor.

## Wupper und Wupperkreis
Richard Paling war mit Walter Gerber, Kurt Nantke und Ferdinand Röntgen ein Begründer der Künstlergruppe „Kameradschaftliche Vereinigung junger Barmer Maler – Die Wupper“, die sich nach dem gleichnamigen Schauspiel Else Lasker-Schülers benannte und im Februar 1920 erstmals öffentlich auftrat. Während seiner Zeit in Barmen gehörte der polnische Maler Jankel Adler ebenfalls zu dieser Künstlergruppe. Sie war freundschaftlich mit Otto Pankok verbunden. Eine besonders intensive und lebenslange Freundschaft bestand zwischen Richard Paling und Otto Pankok, bei dessen Hochzeit mit Hulda Droste 1921 Richard Paling Trauzeuge war. Der Kreis dieser Barmer Maler erweiterte sich 1928 u. a. mit Alfred Hoffmann, Wilhelm Nagel, Ewald Platte und Paul Wellershaus zum „Wupperkreis“.
Bei den Malern des Wupperkreises stand der Mensch und seine geistige Existenz im Mittelpunkt. Auch wenn sich die Auseinandersetzung mit dem Expressionismus in den Bildern des Wupperkreises niederschlägt, so war doch für alle Maler des Wupperkreises charakteristisch, dass sie jede bewusste eklektizistische Gefolgschaft vermieden und ihren eigenen Weg zu gehen suchten.

## Studienreisen
1925 unternahm er eine Italienreise nach Rom, Florenz, Capri und Sorrent mit Kurt Nantke und Ferdinand Röntgen. 1929 ermöglichte ein Stipendium Richard Paling und seinen Malerfreunden Alfred Hoffmann, Kurt Nantke und Ferdinand Röntgen eine Reise in die Bretagne.

## Nationalsozialismus
In der Zeit des Nationalsozialismus war Paling obligatorisch Mitglied der Reichskammer der bildenden Künste. Für diese Zeit ist bis 1942 seine Teilnahme an sechs Ausstellungen sicher belegt. Eine bedeutende Zahl früherer Arbeiten entsprach aber nicht dem nazistischen Kunstkanon, und 1937 wurden im Rahmen der deutschlandweiten konzertierten Aktion „Entartete Kunst“ aus dem Städtischen Kunst- und Gewerbemuseum Dortmund, der Kunstsammlung der Stadt Düsseldorf, dem Museum Folkwang Essen, der Städtischen Kunstsammlung Gelsenkirchen, dem Provinzial-Museum Hannover, dem Vestischen Museum Recklinghausen, dem Märkischen Museum Witten/Ruhr, der Städtischen Bildergalerie Wuppertal-Elberfeld und der Ruhmeshalle Wuppertal-Barmen dreißig seiner Bilder beschlagnahmt. Davon wurden einige zerstört, einige gingen zur „Verwertung“ auf dem Kunstmarkt an den Kunsthändler Bernhard A. Böhmer. Zwei Radierungen aus der Kunstsammlung der Stadt Düsseldorf konnten nach 1945 sichergestellt werden und befanden sich Ende 2020 zur Restitution im Kulturhistorischen Museum Rostock. Paling hatte nun keine Möglichkeit mehr, seine Bilder in öffentlichen Ausstellungen zu zeigen. Er war bemüht, sich mit Zeichnungen und Karikaturen über diese Zeit zu retten und lebte für einige Monate in Berlin, um mit Illustrationen bei Zeitungen und Verlagen etwas zu verdienen. Es entstanden in dieser Zeit u. a. seine Illustrationen zur Fabel „Reinecke Fuchs“ von Goethe. Richard Paling wurde 1943 als Soldat eingezogen, musste aber nicht an die Front, sondern wurde wegen seiner guten Französischkenntnisse als Aufseher in einem Lager für französische Kriegsgefangene eingesetzt. Am 29./30. Mai 1943 wurden bei einem Bombenangriff auf Wuppertal seine Wohnung und sein Atelier vollständig zerstört. Ein in Bochum eröffneter Kunstgewerbeladen fiel einige Monate später ebenfalls den Bomben zum Opfer.

## Nachkriegszeit
Richard Paling lebte nun in Anröchte. Dort betrieb er eine Töpferei für seine Keramiken, die er jedoch nach der Währungsreform aus finanziellen Gründen 1948 wieder aufgeben musste. Seine Versuche, erneut in Barmen Fuß zu fassen, scheiterten an fehlendem Wohnraum für sich und seine Familie. Anfang 1955 verstarb er im Alter von 53 Jahren an einem Herzleiden.

## Werk
Richard Paling malte überwiegend Landschaften und Porträts, aber auch Tierdarstellungen und Stillleben finden sich bei ihm. Zunächst entstehen seine Landschaftsbilder in der freien Natur. Später malte er mehr im Atelier. Waren seine frühen Arbeiten eher gedämpft, mit an Erich Heckel anklingender Farbigkeit, beginnt er um 1930 – beeinflusst von den kräftigen Farben eines Emil Nolde, Max Pechstein oder Karl Schmidt-Rottluff – mit Formen und Farben zu experimentieren. Es entstehen Aquarelle von hoher koloristischer Qualität. Außerdem radiert und zeichnet Richard Paling viel und erweist sich dabei als einfühlsamer Augenzeuge des Alltags. Seine Skizzenbücher enthalten Studien über spielende Kinder, Menschen bei der Arbeit, Müßiggänger und oft Wälder, Strände, Berge wie auch urbane Szenen. Seine Zeichnungen sind keine Darstellungen großer Persönlichkeiten, sondern die des jedermann, bei seiner Arbeit und kleinen Vergnügungen beobachtet, liebevoll, menschlich und mit Humor. Die ersten erhaltenen Radierungen Richard Palings stammen aus 1922. Es sind Porträts seiner ersten Frau und seiner Freunde, Frauenakte, Stillleben und Landschaftsdarstellungen. Während er die Porträts und Akte mit zarten Linien modelliert, sind seine Landschaften durch oft starke Licht- und Schattenkontraste charakterisiert. In seinem letzten Lebensjahrzehnt entsteht noch eine Vielzahl an Ölgemälden und Aquarellen. Die Erlebnisse des letzten Krieges und der Nachkriegszeit brachte wohl zum Teil einen Wandel seiner Themen mit sich. Es entstehen unter anderem Bilder mit biblischen Themen eigenartiger Prägung, bei denen er Mosaiksteinchen und Stoff verwandte. Darüber hinaus befasst sich Richard Paling aber auch mit der humorigen Eleganz bemalter Keramiken, die weniger zum Gebrauch gedacht waren als dazu, den Betrachter zu erfreuen. Im von der Heydt-Museum in Wuppertal befinden sich sechs seiner Gemälde und viele Grafiken. Einige Arbeiten besitzt das Otto-Pankok-Museum in Hünxe-Drevenack. Sieben seiner Radierungen befinden sich im Museum Kunstpalast in Düsseldorf. Über Auktionen und Galerien sind Arbeiten Richard Palings in Privatbesitz gelangt. Ein beträchtlicher Teil an Ölbildern, Aquarellen, Grafiken, Zeichnungen sowie kunstvoll bemalte Keramiken befinden sich im Familienbesitz.

## Bedeutung
Richard Paling steht exemplarisch für eine Reihe von Künstlern, die aufgrund ihres Alters vor dem Ersten Weltkrieg einer breiteren Öffentlichkeit nicht bekannt wurden und später, zu Beginn ihres künstlerischen Lebens, aus dem Schatten der schon zuvor Arrivierten nicht hervortreten konnten. Rainer Zimmermann nannte sie „Künstler der verschollenen Generation“.
In seinem Band Begegnungen schreibt Otto Pankok über den Freund: „Nur über einen der Dargestellten will ich noch ein Wort sagen. Es ist Richard Paling, mit dem ich so viele Tage und Nächte zusammengehockt habe. Er war ein Mensch von überfließender Fülle, der viel dachte, viel sprach und viel malte, bei dem alles quellendes Leben war und den das Schicksal in ein elendes Nest von Muckern und Spießern verschlagen hatte. Ein Einsamer, weil er das Leben heftiger liebte, als die anderen es träumen konnten. In diese Zeit der Beamten, Soldaten, Scheinheiligen und engstirnigen Kleingeister hatte er sich verirrt, gerade er, und, um zu leben, musste er Jagd auf die Pfennige machen für den Bissen Brot und die Farben. In den Büros musste er herumsitzen und warten und betteln, bis ihm der schöne feiste Speck vom Leibe fiel. Er gehörte zu den Ungeschickten und Unpfiffigen, denen die Lebenskraft nicht durch Kanonen, sondern durch Nadelstiche vernichtet wurde, und deren wirkliches Werk, für das sie geschaffen waren, nicht das Licht des Tages erreichen konnte.“

## Ausstellungen
Seinen ersten öffentlichen Auftritt hatte Richard Paling 1919 in der Ausstellung Das Junge Rheinland in Düsseldorf und war dort mit zwei Gemälden vertreten. 1919 wurde in Barmen die Wanderausstellung des „Jungen Rheinlands“ gezeigt u. a. mit Werken von Heinrich Campendonk, Max Ernst, Wilhelm Lehmbruck, August Macke, Christian Rohlfs und Gustav Wiethüchter. Auch Richard Paling stellte als junger Maler in dieser Ausstellung einige Bilder einer interessierten Öffentlichkeit vor. In der Düsseldorfer Kunstausstellung im Mai 1920 stellte Richard Paling neben Oskar Kokoschka, Christian Rohlfs, Heinrich Campendonk, Franz Marc, Else Meidner, Paul Klee, Emil Nolde, Ernst Barlach und August Macke seine Bilder aus. Auch nahm er an den jährlichen Ausstellungen der Künstlergruppe „Die Wupper“ vom Februar/März 1920 bis Dezember 1925 in der Barmer Ruhmeshalle teil. Gruppenausstellung 1922 in Barmen. Verkaufsausstellung Bergischer Künstler im Dezember 1927. Bergische Kunstausstellung im Januar 1928. Von 1928 bis Dezember 1932 stellte „Der Wupperkreis“ in Barmen aus. Jahresausstellung Rheinische Sezession in der Kunsthalle Düsseldorf 1930. Winterausstellung 1946 im städtischen Museum Wuppertal-Elberfeld. Kunst an der Wupper 1919–1933 – Dr. Richart Reiche zum Gedächtnis, 1966. Wuppertaler Künstler sehen Wuppertal, Ausstellung in der Stadtsparkasse Wuppertal mit Leihgaben des von der Heydt-Museums 1979. Richard Paling zum Gedenken, Ausstellung in der Galerie Basiner, Schwelm vom 5. Januar – 23. Februar 1985. “BOHÊME AN DER WUPPER” – Walter Gerber, Kurt Nantke, Richard Paling, Ferdinand Röntgen – Malerei und Grafik 1920–1933, Ausstellung Bergisches Museum Schloss Burg an der Wupper vom 15. November 1992 bis 24. Januar 1993. Verfemt – Vergessen – Wiederentdeckt. Museum Baden, Solingen vom 21. November 1999 bis 21. März 2000. MODERNE AM PRANGER -Die NS-Aktion „Entartete Kunst“ vor 75 Jahren, Ausstellung in der Kunsthalle Jesuitenkirche Aschaffenburg vom 19. Juli – 11. November 2012.